# 德爾塔納 (阿拉斯加州)
德爾塔納（英語：Deltana）是位於美國阿拉斯加州東南費爾班克斯人口普查區的一個非建制地區和人口普查指定地區。根據2010年美國人口普查，該地人口為2251人，而該地的面積約為1463.80平方千米。

## 地理
德爾塔納的座標為63°57′50″N 145°24′32″W / 63.96389°N 145.40889°W，而該地的平均海拔高度為343米（即1125英尺）。